# Nombre de Pisot
En matemàtiques, un Nombre de Pisot-Vijayaraghavan, també anomenat simplement Nombre de Pisot o Nombre PV, és un enter algebraic real estrictament superior a 1, que té tots els seus elements conjugats de valor absolut estrictament inferior a 1.
Per exemple, el nombre enter quadràtic {\displaystyle \alpha \ =a+b{\sqrt {d}}\,}, en el que {\displaystyle a} i {\displaystyle b} són tots dos enters o la meitat d'un enter senar, admet un conjugat {\displaystyle \alpha '=a-b{\sqrt {d}}\,}; les condicions perquè sigui Nombre de Pisot són, doncs:
{\displaystyle \alpha >1\quad {\text{i}}\quad -1<\alpha '<1.}
Aquestes condicions són satisfetes pel nombre auri {\displaystyle \varphi }, ja que:
{\displaystyle \varphi ={\frac {1+{\sqrt {5}}}{2}}=1,6180339887...>1\quad {\text{i}}\quad \varphi '={\frac {1-{\sqrt {5}}}{2}}={\frac {-1}{\varphi }}.}
La condició general va ser estudiada per G. H. Hardy en relació amb un problema d'aproximació diofàntina. Aquest treball va ser estudiat per Tirukkannapuram Vijayaraghavan (1902-1955), un matemàtic indi de la regió de Madras que va anar a Oxford per a treballar amb Hardy a mitjans dels anys 20. Aquesta mateixa condició apareix també a certs problemes sobre les sèries de Fourier i va ser estudiat més tard per Charles Pisot. El nom, format per aquests dos autors, es fa servir actualment de forma generalitzada.
Els nombres de Pisot-Vijayaraghavan poden ser utilitzats per a generar nombres quasi enters: la n-èsima potència d'un nombre de Pisot tendeix a un enter quan {\displaystyle n} tendeix a l'infinit. Per exemple,
- {\displaystyle \varphi ^{21}=24~476,000~040~9}
- {\displaystyle \varphi ^{22}=39~602,999~974~7}
- {\displaystyle \varphi ^{23}=64~079,000~015~6}

Aquest efecte és més pronunciat en les nombres de Pisot-Vijayaraghavan engendrats a partir d'equacions de grau més alt.
Aquesta propietat prové del fet que per a cada {\displaystyle n}, la suma de les n-èsimes potències d'un enter algebraic {\displaystyle x} i dels seus conjugats és exactament un enter; quan {\displaystyle x} és un nombre de Pisot, les n-èsimes potències dels (altres) conjuguats tendeixen vers {\displaystyle 0} quan {\displaystyle n} tendeix vers l'infinit.
El nombre de Pisot-Vijayaraghavan més petit, conegut amb el nom de nombre plàstic ou nombre de plata, és l'única arrel real del polinomi {\displaystyle x^{3}-x-1} (aproximadament 1,324717957 ...). Aquest nombre va ser identificat com el més petit per Raphaël Salem el 1944 i Carl Ludwig Siegel va demostrar que era el menor possible el mateix any. Siegel també va identificar el segon nombre de Pisot més petit com l'arrel positiva de {\displaystyle x^{4}-x^{3}-1} (aproximadament 1,38027756 ...).

## Llista de nombres de Pisot
Nombres de Pisot inferiors a 1,618 en ordre creixent.
|    | Valor                 | Arrel de... |
| -- | --------------------- | --- |
| 1  | 1,3247179572447460260 | {\displaystyle x^{3}-x-1\,} |
| 2  | 1,3802775690976141157 | {\displaystyle x^{4}-x^{3}-1\,} |
| 3  | 1,4432687912703731076 | {\displaystyle x^{5}-x^{4}-x^{3}+x^{2}-1\,}                                                                                          |
| 4  | 1,4655712318767680267 | {\displaystyle x^{3}-x^{2}-1\,} |
| 5  | 1,5015948035390873664 | {\displaystyle x^{6}-x^{5}-x^{4}+x^{2}-1\,}                                                                                          |
| 6  | 1,5341577449142669154 | {\displaystyle x^{5}-x^{3}-x^{2}-x-1\,}                                                                                              |
| 7  | 1,5452156497327552432 | {\displaystyle x^{7}-x^{6}-x^{5}+x^{2}-1\,}                                                                                          |
| 8  | 1,5617520677202972947 | {\displaystyle x^{6}-2x^{5}+x^{4}-x^{2}+x-1\,}                                                                                       |
| 9  | 1,5701473121960543629 | {\displaystyle x^{5}-x^{4}-x^{2}-1\,}                                                                                                |
| 10 | 1,5736789683935169887 | {\displaystyle x^{8}-x^{7}-x^{6}+x^{2}-1\,}                                                                                          |
| 11 | 1,5900053739013639252 | {\displaystyle x^{7}-x^{5}-x^{4}-x^{3}-x^{2}-x-1\,}                                                                                  |
| 12 | 1,5911843056671025063 | {\displaystyle x^{9}-x^{8}-x^{7}+x^{2}-1\,}                                                                                          |
| 13 | 1,6013473337876367242 | {\displaystyle x^{7}-x^{6}-x^{4}-x^{2}-1\,}                                                                                          |
| 14 | 1,6017558616969832557 | {\displaystyle x^{10}-x^{9}-x^{8}+x^{2}-1\,}                                                                                         |
| 15 | 1,6079827279282011499 | {\displaystyle x^{9}-x^{7}-x^{6}-x^{5}-x^{4}-x^{3}-x^{2}-x-1\,}                                                                      |
| 16 | 1,6081283851873869594 | {\displaystyle x^{11}-x^{10}-x^{9}+x^{2}-1\,}                                                                                        |
| 17 | 1,6119303965641198198 | {\displaystyle x^{9}-x^{8}-x^{6}-x^{4}-x^{2}-1\,}                                                                                    |
| 18 | 1,6119834212464921559 | {\displaystyle x^{12}-x^{11}-x^{10}+x^{2}-1\,}                                                                                       |
| 19 | 1,6143068232571485146 | {\displaystyle x^{11}-x^{9}-x^{8}-x^{7}-x^{6}-x^{5}-x^{4}-x^{3}-x^{2}-x-1\,}                                                         |
| 20 | 1,6143264149391271041 | {\displaystyle x^{13}-x^{12}-x^{11}+x^{2}-1\,}                                                                                       |
| 21 | 1,6157492027552106107 | {\displaystyle x^{11}-x^{10}-x^{8}-x^{6}-x^{4}-x^{2}-1\,}                                                                            |
| 22 | 1,6157565175408433755 | {\displaystyle x^{14}-x^{13}-x^{12}+x^{2}-1\,}                                                                                       |
| 23 | 1,6166296843945727036 | {\displaystyle x^{13}-x^{11}-x^{10}-x^{9}-x^{8}-x^{7}-x^{6}-x^{5}-x^{4}-x^{3}-x^{2}-x-1\,}                                           |
| 24 | 1,6166324353879050082 | {\displaystyle x^{15}-x^{14}-x^{13}+x^{2}-1\,}                                                                                       |
| 25 | 1,6171692963550925635 | {\displaystyle x^{13}-x^{12}-x^{10}-x^{8}-x^{6}-x^{4}-x^{2}-1\,}                                                                     |
| 26 | 1,6171703361720168476 | {\displaystyle x^{16}-x^{15}-x^{14}+x^{2}-1\,}                                                                                       |
| 27 | 1,6175009054313240144 | {\displaystyle x^{15}-x^{13}-x^{12}-x^{11}-x^{10}-x^{9}-x^{8}-x^{7}-x^{6}-x^{5}-x^{4}-x^{3}-x^{2}-x-1\,}                             |
| 28 | 1,6175012998129095573 | {\displaystyle x^{17}-x^{16}-x^{15}+x^{2}-1\,}                                                                                       |
| 29 | 1,6177050699575566445 | {\displaystyle x^{15}-x^{14}-x^{12}-x^{10}-x^{8}-x^{6}-x^{4}-x^{2}-1\,}                                                              |
| 30 | 1,6177052198884550971 | {\displaystyle x^{18}-x^{17}-x^{16}+x^{2}-1\,}                                                                                       |
| 31 | 1,6178309287889738637 | {\displaystyle x^{17}-x^{15}-x^{14}-x^{13}-x^{12}-x^{11}-x^{10}-x^{9}-x^{8}-x^{7}-x^{6}-x^{5}-x^{4}-x^{3}-x^{2}-x-1\,}               |
| 32 | 1,6178309858778122988 | {\displaystyle x^{19}-x^{18}-x^{17}+x^{2}-1\,}                                                                                       |
| 33 | 1,6179085817671650120 | {\displaystyle x^{17}-x^{16}-x^{14}-x^{12}-x^{10}-x^{8}-x^{6}-x^{4}-x^{2}-1\,}                                                       |
| 34 | 1,6179086035278053858 | {\displaystyle x^{20}-x^{19}-x^{18}+x^{2}-1\,}                                                                                       |
| 35 | 1,6179565199535642392 | {\displaystyle x^{19}-x^{17}-x^{16}-x^{15}-x^{14}-x^{13}-x^{12}-x^{11}-x^{10}-x^{9}-x^{8}-x^{7}-x^{6}-x^{5}-x^{4}-x^{3}-x^{2}-x-1\,} |
| 36 | 1,6179565282539765702 | {\displaystyle x^{21}-x^{20}-x^{19}+x^{2}-1\,}                                                                                       |
| 37 | 1,6179861253852491516 | {\displaystyle x^{19}-x^{18}-x^{16}-x^{14}-x^{12}-x^{10}-x^{8}-x^{6}-x^{4}-x^{2}-1\,}                                                |
| 38 | 1,6179861285528618287 | {\displaystyle x^{22}-x^{21}-x^{20}+x^{2}-1\,}                                                                                       |